# Atractus roulei
Atractus roulei este o specie de șerpi din genul Atractus, familia Colubridae, descrisă de Despax 1910. A fost clasificată de IUCN ca specie vulnerabilă. Conform Catalogue of Life specia Atractus roulei nu are subspecii cunoscute.